# Codia nitida
Codia nitida är en tvåhjärtbladig växtart som beskrevs av Schlechter. Codia nitida ingår i släktet Codia och familjen Cunoniaceae. Inga underarter finns listade i Catalogue of Life.